# 中央工学校
中央工学校（ちゅうおうこうがっこう、Chuo College of Technology）は、本部を東京都北区王子本町一丁目26番17号に置く専門学校（専修学校専門課程）。

## 概要
1909年（明治42年）創立。建築・機械工学・給排水衛生設備・空調設備・電気設備、土木工学を備えた工業学校（各種学校）としてスタートした。卒業生は約10万人に上る。
現在は学校法人中央工学校・中央工学校グループの教育分野は東京の専門学校中央工学校および大阪の中央工学校OSAKA、中央動物専門学校、中央工学校附属日本語学校、一般財団法人中央工学校生涯学習センター、一般財団法人日本文化生涯学習振興会21などがあり、その他の関連機関として同窓会の中央工学校同窓会事務局、学生支援の中央工学校人材育成後援会、学生寮・施設管理等の株式会社旺栄などを運営している。

## 設置学科
設置学科は以下のとおり

### 工業専門課程（夜間）
- 建築科（2年制）
- 土木測量科（2年制）

### 工業専門課程（昼間）
建築・木造・設備系
- 建築学科（4年制）
- 建築工学科（3年制）
- 建築設計科（2年制）
- 木造建築科（2年制）
- 建築設備設計科（2年制）
- 建築室内設計科（2年制）

土木・測量・造園系
- 土木建設科（2年制）
- 測量科（1年制）
- 地理空間情報科（1年制）
- 造園デザイン科（2年制）

機械・CAD系
- 機械設計科（2年制）
- 3D-CAD科（2年制）
- 3DCAD設計科（2年制）

インテリア・家具系
- インテリアデザイン科（3年制）

舞台TV美術・イベント設営系
- エンターテインメント設営科（2年制）

### 商業実務専門課程（昼間）
- 情報ビジネス科（2年制）

### 文化・教養専門課程（昼間）
- 国際コミュニケーション科（2年制）
- リベラルアーツ科（1年制）
- グローバル科（1年制）

## 著名な卒業生
- 田中角栄 - 政治家（第64・65代内閣総理大臣）、土木科（夜間部）卒業、一級建築士[5]。1953年に母校の中央工学校校長にも就任している[6]。
- 高橋英明 - 政治家（衆議院議員）。
- 大塚秀喜 - 政治家（桜川市長）。
- アントキの猪木 - お笑いタレント。
- 近藤守 - プロゴルファー